# デボラ・S・ジン
デボラ・S・ジン（Deborah Shiu-lan Jin、金秀蘭、1968年11月15日 - 2016年9月15日）は、アメリカ合衆国の物理学者である。アメリカ国立標準技術研究所(NIST)の研究員、コロラド大学物理学科の非常勤教授で、コロラド大学とのNISTの共同研究室である宇宙物理学研究所連合(JILA)の研究員であった。
彼女は極性分子量子化学の先駆者とされている。1995年から1997年にかけて、JILAでエリック・コーネル、カール・ワイマンと共に研究し、希ガスボース＝アインシュタイン凝縮体の初期の研究に関わった。2003年に、JILAのジンの研究チームは、新たな物質の状態であるフェルミ凝縮体を初めて作成した。彼女は磁気トラップとレーザーを使ってフェルミ気体を1000億分の1ケルビン以下に冷却し、量子縮退とボーズ＝アインシュタイン凝縮体の形成を実証した。ジンはノーベル物理学賞の有力な候補者として頻繁に言及されていたが、受賞することなく2016年に47歳で亡くなった。

## 幼年期と教育
ジンはカリフォルニア州サンタクララ郡で、中国・福州出身の物理学者の父と工学者として働く物理学者の母の下に生まれた。3人兄弟のうちの1人で、フロリダ州インディアンハーバービーチで育った。
プリンストン大学で物理学を学び、1990年に学士号(A.B.)を取得した。シカゴ大学でトーマス・フェリックス・ローゼンバウムを指導教員として1995年にPh.D.を取得した。

## 業績
1995年、ジンはシカゴ大学で"Experimental Study of Phase Diagrams of Heavy Fermion Superconductors with Multiple Transitions"（複数の遷移を伴う重い電子超伝導体の相図の実験的研究）という題名の論文で博士号を取得した。
1997年、ジンはコロラド州ボルダーにある宇宙物理学研究所連合(JILA)に研究グループを設立した。それから2年で、彼女はフェルミ原子の量子縮退ガスを生成する手法を初めて開発した。この研究は、ボーズ＝アインシュタイン凝縮体に関する初期の研究と希ガスを1µKに冷却する技術によって動機づけられたものである。ボーズ＝アインシュタイン凝縮体における粒子間の弱い相互作用は興味深い物理現象をもたらした。 フェルミ原子は、十分に低い温度で類似の状態を形成し、フェルミ粒子は超伝導材料におけるクーパー対の生成と同様の現象で対になると理論付けられた。
ボース粒子とは異なりフェルミ粒子は同時に同じ場所を占めることはできないため、冷却機構に関しては制限されているという問題により、研究は複雑になった。この問題を回避するため、ジンの研究チームは2つの異なる磁気副準位でカリウム40原子を冷却した。これにより、同じ副準位の原子が衝突することはできないにもかかわらず、異なる副準位の原子が互いに衝突することが可能になった。理論化された「量子縮退」は約300 nKで発生した。
2003年、ジンの研究チームは、フェルミ原子の対を初めて凝縮した。研究チームは、極低温フェルミ気体の相互作用の強度を調整することによって作られた分子ボーズ＝アインシュタイン凝縮体を直接観察した。彼女は気体のBardeen-Cooper-Schrieffer(BCS)状態とボーズ＝アインシュタイン凝縮(BEC)状態との間の遷移を観察することができた。ジンは超冷科学の最先端の研究を続け、2008年にジンと同僚の葉軍は、大きな電気双極子モーメントを持つ極性分子を極低温まで冷却することに成功した。極性分子を直接冷却するのではなく、極低温原子の気体を作ってから、それをコヒーレントな方法で双極子分子に変換した。この研究は、絶対零度に近い化学反応に関する新しい洞察をもたらした。最低エネルギー状態（基底状態）のカリウム＝ルビジウム分子(KRb)を観察し、制御することができた。分子が衝突・崩壊して化学結合を形成するのを観察することもできた。ジンの夫ジョン・ボーンは超冷原子衝突の理論を専門とし、この研究にも協力していた。

## 賞と栄誉
ジンはアメリカ科学アカデミー会員（2005年）、アメリカ芸術科学アカデミーフェロー（2007年）に選出された。
ジンは以下の賞を受賞した。
- 2000年 - 科学者及びエンジニアのための大統領初期キャリア賞（英語版）[2]
- 2002年 - マリア・ゲッパート＝メイヤー賞（英語版）[6]
- 2003年 - マッカーサー・フェロー "genius grant"[22]
- 2004年 - 『サイエンティフィック・アメリカン』"Research Leader of the Year"[23]
- 2008年 - ベンジャミン・フランクリン・メダル物理学部門[24]
- 2013年 - ロレアル-ユネスコ女性科学賞[25][26]
- 2014年 - アイザック・ニュートン・メダル[27]
- 2014年 - コムストック物理学賞[5][8]
- 2015年 - トムソン・ロイター引用栄誉賞

彼女の死後、アメリカ物理学会は、原子物理学・分子物理学・光物性の分野における彼女の影響を讃えて、DAMOP大学院生賞(DAMOP graduate student prize)をデボラ・ジン賞(Deborah Jin Award for Outstanding Doctoral Thesis Research in Atomic, Molecular, or Optical Physics)に改称した。

## 私生活
ジンはジョン・ボーンと結婚し、娘のジャクリン・ボーンをもうけた。ジンは2016年9月15日にコロラド州ボルダーで癌により亡くなった。